# Seznam dílů seriálu Hawaii 5-0
Toto je seznam dílů seriálu Hawaii 5-0. Americký akční televizní seriál Hawaii 5-0 byl premiérově vysílán od 20. září 2010 do 3. dubna 2020 na televizní stanici CBS. Jedná se o remake stejnojmenného seriálu označovaného Hawaii Five-O vysílaného v USA v letech 1968-1980. Seriál popisuje práci speciální jednotky Five-0, která je založena havajskou guvernérkou. Jednotka Five-0 řeší závažné kriminální případy od teroristický útoků až po vraždy a únosy. V Česku byl poprvé uveden dne 3. září 2011 na stanici Universal Channel a později také na TV Prima.

## Přehled řad
| Řada | Díly | Premiéra v USA | Premiéra v USA  | Premiéra v ČR      | Premiéra v ČR      |
| Řada | Díly | První díl      | Poslední díl    | První díl          | Poslední díl       |
| ---- | ---- | -------------- | --------------- | ------------------ | ------------------ |
| 1    | 24   | 20. září 2010  | 16. května 2011 | 25. srpna 2011     | 14. listopadu 2011 |
| 2    | 23   | 19. září 2011  | 14. května 2012 | 1. května 2013     | 25. ledna 2014     |
| 3    | 24   | 24. září 2012  | 20. května 2013 | 19. března 2014    | 27. srpna 2014     |
| 4    | 22   | 27. září 2013  | 9. května 2014  | 25. února 2015     | 23. července 2015  |
| 5    | 25   | 26. září 2014  | 8. května 2015  | 28. listopadu 2015 | 10. listopadu 2015 |
| 6    | 25   | 25. září 2015  | 13. května 2016 | 14. července 2017  | 29. prosince 2017  |
| 7    | 25   | 23. září 2016  | 12. května 2017 | 5. ledna 2018      | 26. listopadu 2018 |
| 8    | 25   | 29. září 2017  | 18. května 2018 | 27. listopadu 2018 | 31. prosince 2018  |
| 9    | 25   | 28. září 2018  | 17. května 2019 | 2. září 2019       | 4. října 2019      |
| 10   | 22   | 27. září 2019  | 3. dubna 2020   | 9. srpna 2021      | 7. září 2021       |

## Seznam dílů

### První řada (2010–2011)
| Č. v seriálu | Č. v řadě | Původní název                                  | Český název         | Režie                | Scénář                                        | Premiéra v USA     | Premiéra v ČR (TV Prima) |
| ------------ | --------- | ---------------------------------------------- | ------------------- | -------------------- | --------------------------------------------- | ------------------ | ------------------------ |
| 1            | 1         | Pailaka Pilot                                  | Pilot               | Len Wiseman          | Alex Kurtzman, Roberto Orci a Peter M. Lenkov | 20. září 2010      | 25. srpna 2011           |
| 2            | 2         | Ohana Family                                   | Rodinná pouta       | Brad Turner          | Sarah Goldfinger a Paul Zbyszewski            | 27. září 2010      | 29. srpna 2011           |
| 3            | 3         | Malama Ka ʻAina Respect the Land               | Válka gangů         | Paul Edwards         | Carol Barbee a Kyle Harimoto                  | 4. října 2010      | 5. září 2011             |
| 4            | 4         | Lanakila Victory                               | Vězeň na útěku      | Alex Zakrzewski      | Peter M. Lenkov, Alex Kurtzman a Roberto Orci | 11. října 2010     | 5. září 2011             |
| 5            | 5         | Nalowale Forgotten/Missing                     | Velvyslancovy dcery | Brad Turner          | J. R. Orci a David Wolkove                    | 18. října 2010     | 12. září 2011            |
| 6            | 6         | Koʻolauloa North Shore of Oʻahu                | Vražda ve vlnách    | Matt Earl Beesley    | Carol Barbee a Kyle Harimoto                  | 25. října 2010     | 12. září 2011            |
| 7            | 7         | Hoʻapono Accept                                | Ztráta paměti       | James Whitmore, Jr.  | Peter M. Lenkov a Jim Galasso                 | 1. listopadu 2010  | 19. září 2011            |
| 8            | 8         | Manaʻo Belief                                  | Špinavý polda       | Matt Earl Beesley    | Paul Zbyszewski a Jim Galasso                 | 8. listopadu 2010  | 19. září 2011            |
| 9            | 9         | Poʻipu The Siege                               | Vražedné spiknutí   | Brad Turner          | Peter M. Lenkov a Shane Salerno               | 15. listopadu 2010 | 26. září 2011            |
| 10           | 10        | Heihei Race                                    | Závod               | Elodie Keene         | Sarah Goldfinger                              | 22. listopadu 2010 | 26. září 2011            |
| 11           | 11        | Palekaiko Paradise                             | Zlatokopka          | Frederick E. O. Toye | David Wolkove a J. R. Orci                    | 6. prosince 2010   | 3. října 2011            |
| 12           | 12        | Hana ʻaʻa Makehewa Desperate Measures          | Nevyřízené účty     | Chris Fisher         | Peter M. Lenkov                               | 13. prosince 2010  | 3. října 2011            |
| 13           | 13        | Ke Kinohi The Beginning                        | Začátek             | Brad Turner          | Peter M. Lenkov                               | 3. ledna 2011      | 10. října 2011           |
| 14           | 14        | He Kane Hewaʻole An Innocent Man               | Hlava               | Chris Fisher         | Peter M. Lenkov a Paul Zbyszewski             | 17. ledna 2011     | 10. října 2011           |
| 15           | 15        | Kai eʻe Tidal Wave                             | Svědkyně v ohrožení | Duane Clark          | Melissa Glenn a Jessica Rieder                | 23. ledna 2011     | 17. října 2011           |
| 16           | 16        | E Malama To Protect                            | Tsunami             | Brad Turner          | Carol Barbee                                  | 7. února 2011      | 17. října 2011           |
| 17           | 17        | Powa Maka Moana Pirate                         | Piráti              | Brad Turner          | Joe Halpin                                    | 14. února 2011     | 24. října 2011           |
| 18           | 18        | Loa Aloha The Long Goodbye                     | Sbohem, brácho      | Eric Laneuville      | Paul Zbyszewski a Mike Schaub                 | 21. února 2011     | 24. října 2011           |
| 19           | 19        | Ne Meʻe Laua Na Paio Heroes and Villains       | Hrdinové a zlosyni  | Matt Earl Beesley    | J. R. Orci a David Wolkove                    | 21. března 2011    | 31. října 2011           |
| 20           | 20        | Ma Ke Kahakai Shore                            | Pobřeží             | Larry Teng           | Elwood Reid                                   | 11. dubna 2011     | 31. října 2011           |
| 21           | 21        | Hoʻopaʻi Revenge                               | Pomsta              | Duane Clark          | Shane Salerno a Peter M. Lenkov               | 18. dubna 2011     | 7. listopadu 2011        |
| 22           | 22        | Hoʻohuli Naʻau Close to Heart                  | Ztracená dcera      | Brad Turner          | Peter M. Lenkov                               | 2. května 2011     | 7. listopadu 2011        |
| 23           | 23        | Ua Hiki Mai Kapalena Pau Until the End is Near | Až do konce         | Steve Boyum          | Peter M. Lenkov                               | 9. května 2011     | 14. listopadu 2011       |
| 24           | 24        | Oiaʻiʻo Trust                                  | Podraz              | Brad Turner          | Peter M. Lenkov a Paul Zbyszewski             | 16. května 2011    | 14. listopadu 2011       |

### Druhá řada (2011–2012)
| Č. v seriálu | Č. v řadě | Původní název                    | Český název            | Režie                | Scénář                                           | Premiéra v USA     | Premiéra v ČR (TV Prima) |
| ------------ | --------- | -------------------------------- | ---------------------- | -------------------- | ------------------------------------------------ | ------------------ | ------------------------ |
| 25           | 1         | Haʻiʻole Unbreakable             | Znovu v akci           | Steve Boyum          | Peter M. Lenkov a Paul Zbyszewski                | 19. září 2011      | 1. května 2013           |
| 26           | 2         | Ua Lawe Wale Taken               | Unesená                | Duane Clark          | Melissa Glenn a Jessica Rieder                   | 26. září 2011      | 8. května 2013           |
| 27           | 3         | Kameʻe The Hero                  | Hrdina                 | Jeffrey Hunt         | Elwood Reid                                      | 3. října 2011      | 15. května 2013          |
| 28           | 4         | Mea Makamae Treasure             | Lovci Pokladů          | Duane Clark          | David Wolkove                                    | 10. října 2011     | 22. května 2013          |
| 29           | 5         | Maʻemaʻe Clean                   | Čistý štít             | Steve Boyum          | Stephanie Sengupta                               | 17. října 2011     | 29. května 2013          |
| 30           | 6         | Ka Hakaka Maikaʻi The Good Fight | Pro dobrou věc         | Larry Teng           | Kyle Harimoto                                    | 24. října 2011     | 5. června 2013           |
| 31           | 7         | Ka Iwi Kapu Sacred Bones         | Pohřebiště             | Joe Dante            | Michele Fazekas a Tara Butters                   | 31. října 2011     | 12. června 2013          |
| 32           | 8         | Lapaʻau Healing                  | Smrtící Léčba          | Steve Boyum          | Joe Halpin                                       | 7. listopadu 2011  | 19. června 2013          |
| 33           | 9         | Ike Maka Identity                | Identita               | Bryan Spicer         | Mike Schaub                                      | 14. listopadu 2011 | 14. srpna 2013           |
| 34           | 10        | Kiʻilua Deceiver                 | Školní autobus         | Kate Woods           | Peter M. Lenkov a Paul Zbyszewski                | 21. listopadu 2011 | 21. srpna 2013           |
| 35           | 11        | Pahele Trap                      | Past                   | Paul Edwards         | Melissa Glenn a Jessica Rieder                   | 5. prosince 2011   | 28. srpna 2013           |
| 36           | 12        | Alaheo Pauʻole Gone Forever      | Navěky ztracen         | Jeff T. Thomas       | Elwood Reid                                      | 12. prosince 2011  | 4. září 2013             |
| 37           | 13        | Ka Hoʻoponopono The Fix          | Vražedné Řešení        | Steve Boyum          | Stephanie Sengupta                               | 2. ledna 2012      | 2. listopadu 2013        |
| 38           | 14        | Puʻolo The Package               | Balíček                | Christine Moore      | David Wolkove                                    | 16. ledna 2012     | 9. listopadu 2013        |
| 39           | 15        | Mai Ka Wa Kahiko Out of the Past | Odplata                | Larry Teng           | Bill Nuss                                        | 6. února 2012      | 16. listopadu 2013       |
| 40           | 16        | I Helu Pu The Reckoning          | Zúčtování              | Eric Laneuville      | Paul Zbyszewski                                  | 13. února 2012     | 23. listopadu 2013       |
| 41           | 17        | Kupale Defender                  | Bojovníci              | Steve Boyum          | Noah Nelson a Lisa Schultz                       | 20. února 2012     | 30. listopadu 2013       |
| 42           | 18        | Lekio Radio                      | Na rozhlasových vlnách | Bryan Spicer         | Kyle Harimoto                                    | 27. února 2012     | 7. prosince 2013         |
| 43           | 19        | Kalele Faith                     | Krvavé diamanty        | Frederick E. O. Toye | Joe Halpin                                       | 19. března 2012    | 14. prosince 2013        |
| 44           | 20        | Haʻalele Abandoned               | Odložený               | Jerry Levine         | Elwood Reid                                      | 9. dubna 2012      | 4. ledna 2014            |
| 45           | 21        | Pa Make Loa Touch of Death       | Neštovice              | Bryan Spicer         | Michele Fazekas, Tara Butters a R. Scott Gemmill | 30. dubna 2012     | 11. ledna 2014           |
| 46           | 22        | Ua Hopu Caught                   | Zub za zub             | Larry Teng           | Stephanie Sengupta                               | 7. května 2012     | 18. ledna 2014           |
| 47           | 23        | Ua Hala Death in the Family      | Úmrtí v rodině         | Steve Boyum          | Peter M. Lenkov, Paul Zbyszewski a Elwood Reid   | 14. května 2012    | 25. ledna 2014           |

### Třetí řada (2012–2013)
| Č. v seriálu | Č. v řadě | Původní název                             | Český název         | Režie                 | Scénář                                      | Premiéra v USA     | Premiéra v ČR (TV Prima) |
| ------------ | --------- | ----------------------------------------- | ------------------- | --------------------- | ------------------------------------------- | ------------------ | ------------------------ |
| 48           | 1         | La O Na Makuahine Mother's Day            | Svátek matek        | Bryan Spicer          | Peter M. Lenkov                             | 24. září 2012      | 19. března 2014          |
| 49           | 2         | Kanalua Doubt                             | Pochybnost          | Frederick E. O. Toye  | Joe Halpin                                  | 1. října 2012      | 26. března 2014          |
| 50           | 3         | Lana I Ka Moana Adrift                    | Na širém moři       | Steve Boyum           | Elwood Reid                                 | 8. října 2012      | 2. dubna 2014            |
| 51           | 4         | Popilikia Misfortune                      | Rána osudu          | Christine Moore       | Stephanie Sengupta                          | 15. října 2012     | 9. dubna 2014            |
| 52           | 5         | Mohai Offering                            | Oběť                | Jerry Levine          | Peter M. Lenkov a David Wolkove             | 5. listopadu 2012  | 16. dubna 2014           |
| 53           | 6         | I Ka Wa Mamua In a Time Past              | Ten den             | Sylvain White         | Peter M. Lenkov                             | 12. listopadu 2012 | 23. dubna 2014           |
| 54           | 7         | Ohuna The Secret                          | Tajemství           | Larry Teng            | Mike Schaub                                 | 19. listopadu 2012 | 30. dubna 2014           |
| 55           | 8         | Wahineʻinoloa Evil Woman                  | Žena plná zla       | Steve Boyum           | Stephanie Sengupta a Courtney Kemp Agboh    | 26. listopadu 2012 | 7. května 2014           |
| 56           | 9         | Haʻawe Make Loa Death Wish                | Poslední přání      | Gwyneth Horder-Payton | Bill Haynes                                 | 3. prosince 2012   | 14. května 2014          |
| 57           | 10        | Huakaʻi Kula Field Trip                   | Výlet do přírody    | Eric Laneuville       | Michele Fazekas a Tara Butters              | 10. prosince 2012  | 21. května 2014          |
| 58           | 11        | Kahu Guardian                             | Strážce             | Bryan Spicer          | Noah Nelson                                 | 17. prosince 2012  | 28. května 2014          |
| 59           | 12        | Kapu Forbidden                            | Zakázaný ostrov     | Steven DePaul         | David Wolkove                               | 14. ledna 2013     | 4. června 2014           |
| 60           | 13        | Olelo HoʻOpaʻI Make Death Sentence        | Trest smrti         | Bryan Spicer          | Steve Cwik                                  | 20. ledna 2013     | 11. června 2014          |
| 61           | 14        | Hana I WaʻIa Scandal                      | Skandál             | Larry Teng            | Mike Schaub                                 | 21. ledna 2013     | 18. června 2014          |
| 62           | 15        | Hookman                                   | Muž s hákem         | Peter Weller          | Glen Olson a Rod Baker                      | 4. února 2013      | 25. června 2014          |
| 63           | 16        | Kekoa Warrior                             | Bojovník            | Larry Teng            | Al Septien a Turi Meyer                     | 11. února 2013     | 2. července 2014         |
| 64           | 17        | Paʻani The Game                           | Hra                 | Jeffrey Hunt          | Kyle Harimoto a David Wolkove               | 18. února 2013     | 9. července 2014         |
| 65           | 18        | Na Kiʻi Dolls                             | Diamantové panenky  | Duane Clark           | Michael Reisz                               | 18. března 2013    | 16. července 2014        |
| 66           | 19        | Hoa Pili Close Friend                     | Blízký přítel       | Jeff Cadiente         | Richard Arthur a Kyle Harimoto              | 25. března 2013    | 23. července 2014        |
| 67           | 20        | Olelo Paʻa The Promise                    | Slib                | Joe Dante             | Peter M. Lenkov a Ken Solarz                | 15. dubna 2013     | 30. července 2014        |
| 68           | 21        | Imi Loko Ka ʻUhane Seek Within One's Soul | Pohled do duše      | Bryan Spicer          | Bill Haynes                                 | 29. dubna 2013     | 6. srpna 2014            |
| 69           | 22        | Hoʻopio To Take Captive                   | Vězeňkyně           | Steve Boyum           | Peter M. Lenkov                             | 6. května 2013     | 13. srpna 2014           |
| 70           | 23        | He Welo ʻOihana Family Business           | Rodinný podnik      | Larry Teng            | Eric Guggenheim                             | 13. května 2013    | 20. srpna 2014           |
| 71           | 24        | Aloha, Malama Pono Farewell and Take Care | Sbohem a opatruj se | Bryan Spicer          | Peter M. Lenkov, Ken Solarz a David Wolkove | 20. května 2013    | 27. srpna 2014           |

### Čtvrtá řada (2013–2014)
| Č. v seriálu | Č. v řadě | Původní název                                          | Český název              | Režie               | Scénář                                        | Premiéra v USA     | Premiéra v ČR (TV Prima) |
| ------------ | --------- | ------------------------------------------------------ | ------------------------ | ------------------- | --------------------------------------------- | ------------------ | ------------------------ |
| 72           | 1         | Aloha Ke Kahi I Ke Kahi We Need Each Another           | Musíme si pomáhat        | Bryan Spicer        | Peter M. Lenkov a Ken Solarz                  | 27. září 2013      | 25. února 2015           |
| 73           | 2         | Aʻale Maʻa Wau Fish Out of Water                       | Jako ryba bez vody       | Joe Dante           | John Dove                                     | 4. října 2013      | 4. března 2015           |
| 74           | 3         | Kaʻoia iʻo Ma Loko The Truth Within                    | Skrytá pravda            | Duane Clark         | Steven Lilien a Bryan Wynbrandt               | 11. října 2013     | 11. března 2015          |
| 75           | 4         | A ia la aku From This Day Forward                      | Dokud vás smrt nerozdělí | Bryan Spicer        | Christina M. Kim a David Wolkove              | 18. října 2013     | 18. března 2015          |
| 76           | 5         | Kupuʻeu Fallen Hero                                    | Padlý hrdina             | Jeffrey Hunt        | Moira Kirland a Eric Guggenheim               | 25. října 2013     | 25. března 2015          |
| 77           | 6         | Kupouli ʻla Broken                                     | Léčba zločinnosti        | John Terlesky       | Sue Palmer a David Wolkove                    | 1. listopadu 2013  | 1. dubna 2015            |
| 78           | 7         | Ua Nalohia In Deep                                     | V utajení                | Joe Dante           | John Dove a Noah Nelson                       | 8. listopadu 2013  | 8. dubna 2015            |
| 79           | 8         | Akanahe Reluctant Partners                             | Nechtěný parťák          | Jerry Levine        | Steven Lilien a Bryan Wynbrandt               | 15. listopadu 2013 | 15. dubna 2015           |
| 80           | 9         | Hauʻoli La HoʻomaikaʻI Happy Thanksgiving              | Šťastné díkůvzdání       | Allison Liddi-Brown | Eric Guggenheim a Moira Kirland               | 22. listopadu 2013 | 22. dubna 2015           |
| 81           | 10        | Hoʻonani Makuakane Honor Thy Father                    | Cti otce svého           | Larry Teng          | Peter M. Lenkov a Ken Solarz                  | 13. prosince 2013  | 29. dubna 2015           |
| 82           | 11        | Pukana Keepsake                                        | Upomínka                 | Bryan Spicer        | Bill Haynes                                   | 20. prosince 2013  | 6. května 2015           |
| 83           | 12        | O kela me keia Manawa Now and Then                     | Tehdy a dnes             | Peter Weller        | John Dove                                     | 10. ledna 2014     | 13. května 2015          |
| 84           | 13        | Hana Lokomaikaʻi The Favor                             | Laskavost                | Sylvain White       | Peter M. Tassler                              | 17. ledna 2014     | 20. května 2015          |
| 85           | 14        | Na hala a ka makua Sins of the Father                  | Hříchy otců              | Peter Weller        | David Wolkove                                 | 31. ledna 2014     | 27. května 2015          |
| 86           | 15        | Pale ʻla Buried Secrets                                | Pohřbená tajemství       | Jerry Levine        | Moira Kirkland                                | 28. února 2014     | 4. června 2015           |
| 87           | 16        | Hoku Welowelo Fire in the Sky                          | Oheň z nebe              | Jeffrey Hunt        | Steven Lilien a Bryan Wynbrandt               | 7. března 2014     | 11. června 2015          |
| 88           | 17        | Ma Lalo o ka ʻili Beneath the Surface                  | Pod povrchem             | Bryan Spicer        | Bill Haynes                                   | 14. března 2014    | 18. června 2015          |
| 89           | 18        | Hoʻi Hou Reunited                                      | Setkání po letech        | Sylvain White       | Christina M. Kim                              | 4. dubna 2014      | 25. června 2015          |
| 90           | 19        | Ku I Ka Pili Koko Blood Brothers                       | Pokrevní bratři          | Maja Vrvilo         | David Wolkove                                 | 11. dubna 2014     | 2. července 2015         |
| 91           | 20        | Peʻepeʻe Kanaka Those Among Us                         | Ti mezi námi             | Jeff Cadiente       | John Dove                                     | 25. dubna 2014     | 9. července 2015         |
| 92           | 21        | Makani ʻolu a holo malie Fair Winds and Following Seas | Dobrý vítr a klidné moře | Jeffrey Hunt        | Peter M. Lenkov, Ken Solarz a Eric Guggenheim | 2. května 2014     | 16. července 2015        |
| 93           | 22        | O ka PiliʻOhana ka ʻOi Family Comes First              | Rodina na prvním místě   | Bryan Spicer        | Peter M. Lenkov a Ken Solarz                  | 9. května 2014     | 23. července 2015        |

### Pátá řada (2014–2015)
| Č. v seriálu | Č. v řadě | Původní název                        | Český název              | Režie               | Scénář                                           | Premiéra v USA     | Premiéra v ČR (TV Prima) |
| ------------ | --------- | ------------------------------------ | ------------------------ | ------------------- | ------------------------------------------------ | ------------------ | ------------------------ |
| 94           | 1         | Aʻohe Kahi e Peʻe Ai Nowhere to Hide | Není úniku               | Bryan Spicer        | Peter M. Lenkov a Ken Solarz                     | 26. září 2014      | 28. listopadu 2015       |
| 95           | 2         | Ka Makuakane Family Man              | Rodina nade vše          | Sylvain White       | Steven Lilien a Bryan Wynbrandt                  | 3. října 2014      | 13. července 2016        |
| 96           | 3         | Kanalu Hope Loa The Last Break       | Poslední vlna            | Joe Dante           | Sarah Byrd                                       | 10. října 2014     | 14. července 2016        |
| 97           | 4         | Ka Noeʻau The Painter                | Zabiják                  | Peter Weller        | Peter M. Lenkov a Ken Solarz                     | 17. října 2014     | 15. července 2016        |
| 98           | 5         | Hoʻoilina Legacy                     | Odkaz                    | Bryan Spicer        | Eric Guggenheim                                  | 24. října 2014     | 19. července 2016        |
| 99           | 6         | Hoʻomaʻike Unmasked                  | Pravá tvář               | Joe Dante           | Steven Lilien a Bryan Wynbrandt                  | 31. října 2014     | 14. října 2015           |
| 100          | 7         | Ina Paha If Perhaps                  | Co kdyby                 | Larry Teng          | Peter M. Lenkov                                  | 7. listopadu 2014  | 20. července 2016        |
| 101          | 8         | Ka Hana Malu Inside Job              | Životní pojistka         | Jerry Levine        | Moira Kirland                                    | 21. listopadu 2014 | 16. října 2015           |
| 102          | 9         | Ke Koho Mamao Aku Longshot           | Riskantní čin            | Bryan Spicer        | Sue Palmer                                       | 12. prosince 2014  | 17. října 2015           |
| 103          | 10        | Wawahi moeʻuhane Broken Dreams       | Ztracené naděje          | Sylvain White       | Steven Lilien a Bryan Wynbrandt                  | 2. ledna 2015      | 20. října 2015           |
| 104          | 11        | Uaʻaihue Stolen                      | Krádež                   | Jeffrey Hunt        | David Wolkove                                    | 9. ledna 2015      | 21. října 2015           |
| 105          | 12        | Poina ʻOle Not Forgotten             | Druhá šance              | Brad Tanenbaum      | John Dove                                        | 16. ledna 2015     | 22. října 2015           |
| 106          | 13        | Lā Pōʻino Doomsday                   | Soudný den               | Maja Vrvilo         | Sarah Byrd                                       | 30. ledna 2015     | 23. října 2015           |
| 107          | 14        | Powehiwehi Blackout                  | Výpadek                  | Peter Weller        | Eric Guggenheim                                  | 6. února 2015      | 29. července 2016        |
| 108          | 15        | E ʻImi pono Searching for the Truth  | Hledání pravdy           | Allison Liddi-Brown | Kenny Kyle                                       | 13. února 2015     | 2. srpna 2016            |
| 109          | 16        | Nanahu Embers                        | Popel                    | Joe Dante           | John Dove                                        | 20. února 2015     | 2. srpna 2016            |
| 110          | 17        | Kukaʻawale Stakeout                  | Sledovačka               | Daniel Dae Kim      | David Wolkove a Lorenzo Manetti                  | 27. února 2015     | 3. srpna 2016            |
| 111          | 18        | Pono Kaulike Justice for All         | Spravedlnost pro všechny | Larry Teng          | Peter M. Lenkov a Ken Solarz                     | 6. března 2015     | 30. října 2015           |
| 112          | 19        | Kahania Close Shave                  | Únik o vlásek            | Jerry Levine        | Steven Lilien a Bryan Wynbrandt                  | 13. března 2015    | 31. října 2015           |
| 113          | 20        | ʻIke Hanau Instinct                  | Instinkt                 | Maja Vrvilo         | Moira Kirland a Eric Guggenheim                  | 3. dubna 2015      | 3. listopadu 2015        |
| 114          | 21        | Ua heleleʻi ka hoku Fallen Star      | Padlá hvězda             | James Wilcox        | David Wolkove                                    | 10. dubna 2015     | 3. listopadu 2015        |
| 115          | 22        | Hoʻamoano Chasing Yesterday          | Smrtící jízda            | Stephen Herek       | John Dove                                        | 24. dubna 2015     | 5. listopadu 2015        |
| 116          | 23        | Moʻo ʻolelo Pu Sharing Traditions    | Dávné tradice            | Eagle Egilsson      | Jessica Granger                                  | 1. května 2015     | 6. listopadu 2015        |
| 117          | 24        | Luapoʻi Prey                         | Kořist                   | Maja Vrvilo         | Eric Guggenheim                                  | 8. května 2015     | 7. listopadu 2015        |
| 118          | 25        | A Make Kāua Until We Die             | Dokud nás smrt nerozdělí | Bryan Spicer        | Steven Lilien, Bryan Wynbrandt a Peter M. Lenkov | 8. května 2015     | 10. listopadu 2015       |

### Šestá řada (2015–2016)
| Č. v seriálu | Č. v řadě | Původní název                                                                   | Český název         | Režie             | Scénář                                                         | Premiéra v USA     | Premiéra v ČR (Prima Love) |
| ------------ | --------- | ------------------------------------------------------------------------------- | ------------------- | ----------------- | -------------------------------------------------------------- | ------------------ | -------------------------- |
| 119          | 1         | Mai ho`oni i ka wai lana mālie Do Not Disturb the Water That Is Tranquil        | Neruš klidnou vodu  | Bryan Spicer      | Peter M. Lenkov a Eric Guggenheim                              | 26. září 2015      | 14. července 2017          |
| 120          | 2         | Lehu a Lehu Ashes to Ashes                                                      | Popel popelu        | Sylvain White     | John Dove                                                      | 2. října 2015      | 21. července 2017          |
| 121          | 3         | Ua 'o'oloku ke anu i na mauna The Chilling Storm Is on the Mountains            | Studená sprcha      | Joe Dante         | námět: Peter M. Lenkov scénář: Steven Liliena Bryan Wynbrandt  | 9. října 2015      | 28. července 2017          |
| 122          | 4         | Ka Papahana Holo Pono Best Laid Plans                                           | Dokonalý plán       | Maja Vrvilo       | Eric Guggenheim a David Wolkove                                | 16. října 2015     | 4. srpna 2017              |
| 123          | 5         | Ka 'alapahi nui Big Lie                                                         | Velká lež           | Eagle Egilsson    | David Wolkove a Sue Palmer                                     | 23. října 2015     | 11. srpna 2017             |
| 124          | 6         | Na Pilikua Nui Monsters                                                         | Monstra             | Joe Dante         | Matt Wheeler                                                   | 30. října 2015     | 18. srpna 2017             |
| 125          | 7         | Na Kama Hele Day Trippers                                                       | Na výletě           | Hanelle Culpepper | Ken Solarz                                                     | 6. listopadu 2015  | 25. srpna 2017             |
| 126          | 8         | Piko Pau 'iole The Artful Dodger                                                | Podfukář            | Joel Surnow       | námět: Peter M. Lenkov scénář: Steven Lilien a Bryan Wynbrandt | 13. listopadu 2015 | 1. září 2017               |
| 127          | 9         | Hana Keaka Charade                                                              | Šaráda              | Bobby Roth        | Carmen Pilar Golden                                            | 20. listopadu 2015 | 8. září 2017               |
| 128          | 10        | Ka Makau kaa kaua The Sweet Science                                             | Drsný sport         | Bryan Spicer      | John Dove                                                      | 11. prosince 2015  | 11. září 2017              |
| 129          | 11        | Kuleana One's Personal Sense of Responsibility                                  | Zodpovědnost        | Sylvain White     | David Wolkove                                                  | 8. ledna 2016      | 15. září 2017              |
| 130          | 12        | Ua ola loko i ke aloha Love Gives Life Within                                   | Poslední přání      | Maja Vrvilo       | námět: Steve Douglas-Craig scénář: John Dove a Eric Guggenheim | 15. ledna 2016     | 25. září 2017              |
| 131          | 13        | Umia Ka Hanu Hold The Breath                                                    | Já si počkám        | Stephen Herek     | Peter M. Lenkov a Eric Guggenheim                              | 22. ledna 2016     | 6. října 2017              |
| 132          | 14        | Hoa 'inea Misery Loves Company                                                  | Nejhorší Valentýn   | Peter Weller      | Matt Wheeler                                                   | 12. února 2016     | 13. října 2017             |
| 133          | 15        | Ke Koa Lokomaika'i The Good Soldier                                             | Poslušný voják      | Bryan Spicer      | Carmen Pilar Golden a Sue Palmer                               | 19. února 2016     | 20. října 2017             |
| 134          | 16        | Ka Pohaku Kihi Pa'a The Solid Cornerstone                                       | Pevné základy       | Jerry Levine      | námět: Peter M. Lenkov scénář: Steven Lilien a Bryan Wynbrandt | 26. února 2016     | 27. října 2017             |
| 135          | 17        | Waiwai Assets                                                                   | Aktíva              | Maja Vrvilo       | Eric Guggenheim                                                | 11. března 2016    | 3. listopadu 2017          |
| 136          | 18        | Kanaka Hahai The Hunter                                                         | Lovec               | Eagle Egilsson    | námět: Travis Donnelly scénář: Matt Wheeler                    | 1. dubna 2016      | 10. listopadu 2017         |
| 137          | 19        | Malama ka Po'e Care For One's People                                            | Rodinné trable      | Brad Tanenbaum    | Ken Solarz a Bill Haynes                                       | 8. dubna 2016      | 17. listopadu 2017         |
| 138          | 20        | Ka Haunaele Rampage                                                             | Panika              | Jerry Levine      | námět: Steven Lilien a Bryan Wynbrandt scénář: Sean O'Reilly   | 15. dubna 2016     | 24. listopadu 2017         |
| 139          | 21        | Ka Pono Ku’oko’a The Cost of Freedom                                            | Cena za svobodu     | Peter Weller      | John Dove                                                      | 22. dubna 2016     | 1. prosince 2017           |
| 140          | 22        | I'Ike Ke Ao For the World to Know                                               | Veřejná zpověď      | Bryan Spicer      | David Wolkove                                                  | 29. dubna 2016     | 8. prosince 2017           |
| 141          | 23        | Pilina Koko Blood Ties                                                          | Pokrevní pouto      | Maja Vrvilo       | Eric Guggenheim                                                | 6. května 2016     | 15. prosince 2017          |
| 142          | 24        | Pa'a Ka 'ipuka I Ka 'Upena Nananana The Entrance Is Stopped with a Spider's Web | Pavučina lží        | Stephen Herek     | Steven Lilien a Bryan Wynbrandt                                | 13. května 2016    | 22. prosince 2017          |
| 143          | 25        | O Ke Ali'i Wale No Ka'u Makemake My Desire Is Only for the Chief                | Šéf na prvním místě | Bryan Spicer      | Peter M. Lenkov a Matt Wheeler                                 | 13. května 2016    | 29. prosince 2017          |

### Sedmá řada (2016–2017)
| Č. v seriálu | Č. v řadě | Původní název                                                                          | Český název                       | Režie          | Scénář                            | Premiéra v USA     | Premiéra v ČR (Prima Love; 1–13 Prima Krimi; 14–25) |
| ------------ | --------- | -------------------------------------------------------------------------------------- | --------------------------------- | -------------- | --------------------------------- | ------------------ | --------------------------------------------------- |
| 144          | 1         | Makaukau 'ce e Pa'ani? Ready to Play?                                                  | Hra začíná                        | Bryan Spicer   | Peter M. Lenkov a Eric Guggenheim | 23. září 2016      | 5. ledna 2018                                       |
| 145          | 2         | No Ke Ali'i' Wahine A Me Ka Aina For Queen and Country                                 | Za královnu a vlast               | Sylvain White  | David Wolkove a Matt Wheeler      | 30. září 2016      | 12. ledna 2018                                      |
| 146          | 3         | He Moho Hou New Player                                                                 | Zabiju je zase                    | Bryan Spicer   | Peter M. Lenkov a Cyrus Nowrasteh | 7. října 2016      | 19. ledna 2018                                      |
| 147          | 4         | Hu a'e ke ahi lanakila a Kamaile The Fire of Kamile Rises in Triumph                   | Zaplatíš později                  | Bronwen Hughes | Peter M. Lenkov a Cyrus Nowrasteh | 14. října 2016     | 26. ledna 2018                                      |
| 148          | 5         | Ke Ku 'Ana The Stand                                                                   | Správný postoj                    | Bobby Roth     | Jason Gavin a Derek Santos Olsen  | 21. října 2016     | 2. února 2018                                       |
| 149          | 6         | Ka Hale Ho'okauwel House of Horrors                                                    | Dům hrůzy                         | Ron Underwood  | David Wolkove a Matt Wheeler      | 28. října 2016     | 9. února 2018                                       |
| 150          | 7         | Ka makuahine a me ke keikikane Mother and Son                                          | Matka a syn                       | Bryan Spicer   | Eric Guggenheim a David Wolkove   | 4. listopadu 2016  | 16. února 2018                                      |
| 151          | 8         | Hana Komo Pae Rite of Passage                                                          | Obřad dospělosti                  | Brad Tanenbaum | Ron Hanning                       | 11. listopadu 2016 | 23. února 2018                                      |
| 152          | 9         | Elua la ma Nowemapa Two Days in November                                               | Dva dny v listopadu               | Maja Vrvilo    | Sean Farina                       | 18. listopadu 2016 | 2. března 2018                                      |
| 153          | 10        | Ka Luhi The Burden                                                                     | Břemeno                           | Carlos Bernard | Helen Shang a Zoe Robyn           | 9. prosince 2016   | 9. března 2018                                      |
| 154          | 11        | Ka'ili aku Snatchback                                                                  | Výměna                            | Jennifer Lynch | Matt Wheeler                      | 16. prosince 2016  | 16. března 2018                                     |
| 155          | 12        | Ka 'Aelike The Deal                                                                    | Smlouva                           | Joe Dante      | David Wolkove a Matt Wheeler      | 6. ledna 2017      | 23. března 2018                                     |
| 156          | 13        | Ua ho'i ka 'opua i Awalua The Clouds Always Return to Awalua                           | Mraky se vždycky vrátí            | Jim Jost       | Cyrus Nowrasteh                   | 13. ledna 2017     | 30. března 2018                                     |
| 157          | 14        | Ka laina ma ke one Line in the Sand                                                    | Hranice v písku                   | Peter Weller   | Sean O'Reilly                     | 20. ledna 2017     | 15. listopadu 2018                                  |
| 158          | 15        | Ka Pa'ani Nui Big Game                                                                 | Velká hra                         | Bryan Spicer   | Helen Shang                       | 3. února 2017      | 16. listopadu 2018                                  |
| 159          | 16        | Poniu I Ke Aloha Crazy In Love                                                         | Zamilovaní po uši                 | Jerry Levine   | David Wolkove a Matt Wheeler      | 10. února 2017     | 17. listopadu 2018                                  |
| 160          | 17        | Hahai i na pilikua nui Hunting Monsters                                                | Lov na zrůdy                      | Roderick Davis | Rob Hanning                       | 17. února 2017     | 18. listopadu 2018                                  |
| 161          | 18        | E malama pono Handle with Care                                                         | Pozor, křehké                     | Eagle Egilsson | Zoe Robyn                         | 24. února 2017     | 19. listopadu 2018                                  |
| 162          | 19        | Puka 'ana Exodus                                                                       | Exodus                            | Bronwen Hughes | Eric Guggenheim                   | 10. března 2017    | 20. listopadu 2018                                  |
| 163          | 20        | Huikau Na Makau A Ka Lawai'a The Fishhooks of the Fishers become Entangled             | Vadná návnada                     | Jerry Levine   | Matt Wheeler                      | 31. března 2017    | 21. listopadu 2018                                  |
| 164          | 21        | Ua Malo'o Ka Wai The Water is Dried Up                                                 | Léčka v džungli                   | Eagle Egilsson | Peter M. Lenkov a Eric Guggenheim | 7. dubna 2017      | 22. listopadu 2018                                  |
| 165          | 22        | Waimaka 'ele'ele Black Tears                                                           | Černé slzy                        | Bryan Spicer   | David Wolkove                     | 14. dubna 2017     | 23. listopadu 2018                                  |
| 166          | 23        | Wehe 'ana Prelude                                                                      | Předehra                          | Maja Vrvilo    | Helen Shang a Zoe Robyn           | 28. dubna 2017     | 24. listopadu 2018                                  |
| 167          | 24        | He ke'u na ka 'alae a Hina A Croaking By Hina's Mudhen                                 | Varovný signál                    | Krishna Rao    | Rob Hanning                       | 5. května 2017     | 25. listopadu 2018                                  |
| 168          | 25        | Ua mau ke ea o ka ?aina i ka pono The Life of the Land is Perpetuated in Righteousness | V zemi nadále vládne spravedlnost | Bryan Spicer   | Peter M. Lenkov a Eric Guggenheim | 12. května 2017    | 26. listopadu 2018                                  |

### Osmá řada (2017–2018)
| Č. v seriálu | Č. v řadě | Původní název | Český název                   | Režie           | Scénář                                         | Premiéra v USA     | Premiéra v ČR (Prima Krimi) |
| ------------ | --------- | --- | ----------------------------- | --------------- | ---------------------------------------------- | ------------------ | --------------------------- |
| 169          | 1         | A'ole e 'olelo mai ana ke ahi ua ana ia Fire Will Never Say that It Has Had Enough                                              | Nenasytný oheň                | Bryan Spicer    | Peter M. Lenkov, Eric Guggenheim a Rob Hanning | 29. září 2017      | 27. listopadu 2018          |
| 170          | 2         | Na La 'Ilio Dog Days | Případ pro psa                | Tara Miele      | David Wolkove a Matt Wheeler                   | 6. října 2017      | 28. listopadu 2018          |
| 171          | 3         | Kau pahi, ko'u kua. Kau pu, ko'u po'o Your Knife, My Back. My Gun, Your Head.Your Knife, My Back. My Gun, Your Head.            | Boží mlýny                    | Eagle Egilsson  | David Wolkove a Matt Wheeler                   | 13. října 2017     | 29. listopadu 2018          |
| 172          | 4         | E uhi wale no 'a'ole e nalo, he imu puhi No Matter How Much One Covers a Steaming Imu, The Smoke Will Rise                      | Informátoři v ohrožení        | Antonio Negret  | Rob Hanning                                    | 20. října 2017     | 30. listopadu 2018          |
| 173          | 5         | Kama'oma'o, ka 'aina huli hana At Kama'oma'o, The Land of Activities                                                            | Kamaomao, země příběhů        | Bronwen Hughes  | Peter M. Lenkov a Eric Guggenheim              | 3. listopadu 2017  | 3. prosince 2018            |
| 174          | 6         | Mohala I Ka Wai Ka Maka O Ka Pua Unfolded by the Water Are the Faces of the Flowers                                             | Jak zvládat stres             | Bryan Spicer    | Peter M. Lenkov a Eric Guggenheim              | 10. listopadu 2017 | 4. prosince 2018            |
| 175          | 7         | Kau Ka ‘Onohi Ali’i I Luna The Royal Eyes Rest Above                                                                            | Královské oči vše sledují     | Bryan Spicer    | Peter M. Lenkov, Eric Guggenheim a Rob Hanning | 17. listopadu 2017 | 5. prosince 2018            |
| 176          | 8         | He Kaha Lu'u Ke Ala, Mai Ho'okolo Aku The Trail Leads To A Diving Place; Do Not Follow After                                    | Letecké závody                | Ron Underwood   | Liz Alper a Ally Seibert                       | 1. prosince 2017   | 6. prosince 2018            |
| 177          | 9         | Make Me Kai Death at Sea | Smrt na moři                  | Maja Vrvilo     | David Wolkove a Matt Wheeler                   | 8. prosince 2017   | 7. prosince 2018            |
| 178          | 10        | I Ka Wa Ma Mua, I Ka Wa Ma Hope The Future is in the Past                                                                       | Budoucnost je minulost        | Peter Weller    | Zoe Robyn                                      | 15. prosince 2017  | 10. prosince 2018           |
| 179          | 11        | Oni Kalalea Ke Ku A Ka La'au Loa A Tall Tree Stands Above the Others                                                            | Vánoční loupež                | Tara Miele      | Rob Hanning                                    | 15. prosince 2017  | 11. prosince 2018           |
| 180          | 12        | Ka Hopu Nui 'Ana The Round Up                                                                                                   | Zátah                         | Eagle Egilsson  | David Wolkove a Matt Wheeler                   | 5. ledna 2018      | 12. prosince 2018           |
| 181          | 13        | O Ka Mea Ua Hala, Ua Hala Ia What is Gone is Gone                                                                               | Co bylo, to bylo              | Roderick Davis  | Sean O'Reilly                                  | 12. ledna 2018     | 13. prosince 2018           |
| 182          | 14        | Na Keiki A Kalaihaohia The Children of Kalaihaohia                                                                              | Lakomcovy děti                | Peter Weller    | námět: Peter M. Lenkov scénář: Eric Guggenheim | 19. ledna 2018     | 14. prosince 2018           |
| 183          | 15        | He Puko'a Kani 'Aina A Coral Reef Strengthens out into Land                                                                     | Mrtvola v lagúně              | Bryan Spicer    | David Wolkove a Matt Wheeler                   | 2. února 2018      | 17. prosince 2018           |
| 184          | 16        | O Na Hoku O Ka Lani Ka I 'Ike Ia Pae Only the Stars of Heaven Know Where Pae Is                                                 | Řekni, kde ty prachy jsou     | Jerry Levine    | David Wolkove a Matt Wheeler                   | 2. března 2018     | 18. prosince 2018           |
| 185          | 17        | Holapu Ke Ahi, Koe Iho Ka Lehu The Fire Blazed Up, Then Only Ashes Were Left                                                    | Oheň vzplál, zůstal jen popel | Maja Vrvilo     | Liz Alper a Ally Seibert                       | 9. března 2018     | 19. prosince 2018           |
| 186          | 18        | E Ho'Oko Kuleana To Do One's Duty                                                                                               | Konat svou povinnost          | Alex O'Loughlin | David Wolkove a Matt Wheeler                   | 30. března 2018    | 20. prosince 2018           |
| 187          | 19        | Aohe Mea Make I Ka Hewa; Make No I Ka Mihi Ole No One Has Ever Died For the Mistakes He Has Made; Only Because He Didn't Repent | Na vlastní chyby se neumírá   | Jennifer Lynch  | Rob Hanning a Ashley Dizon                     | 6. dubna 2018      | 21. prosince 2018           |
| 188          | 20        | He Lokomaika’I Ka Manu O Kaiona Kind Is the Bird of Kaiona                                                                      | Tajná základna                | Bryan Spicer    | Rob Hanning a Sean O'Reilly                    | 13. dubna 2018     | 24. prosince 2018           |
| 189          | 21        | Ahuwale Ka Nane Huna The Answer To The Riddle Is Seen                                                                           | Záhada odhalena               | Eagle Egilsson  | David Wolkove a Matt Wheeler                   | 20. dubna 2018     | 25. prosince 2018           |
| 190          | 22        | Kopi Wale No I Ka I'a A 'Eu No Ka Ilo Though the Fish is Well Salted, the Maggots Crawl                                         | V blázinci a v utajení        | Ruba Nadda      | Rob Hanning a Rachael Paradis                  | 27. dubna 2018     | 26. prosince 2018           |
| 191          | 23        | Ka Hana A Ka Makua, O Ka Hana No Ia A Keiki What Parents Will Do, Children Will Do                                              | Rodiče a děti                 | Jim Jost        | Peter M. Lenkov a Matt Wheeler                 | 4. května 2018     | 27. prosince 2018           |
| 192          | 24        | Ka Lala Kaukonakona Haki 'Ole I Ka Pa A Ka Makani Kona The Tough Branch That Does Not Break in the Kona Gale                    | Záchranná mise                | Krishna Rao     | námět: Alex O'Loughlin scénář: Zoe Robyn       | 11. května 2018    | 28. prosince 2018           |
| 193          | 25        | Waiho Wale Kahiko Ancients Exposed                                                                                              | Pomsta přichází z moře        | Bryan Spicer    | Peter M. Lenkov a Eric Guggenheim              | 18. května 2018    | 31. prosince 2018           |

### Devátá řada (2018–2019)
| Č. v seriálu | Č. v řadě | Původní název | Český název                           | Režie               | Scénář                                                       | Premiéra v USA     | Premiéra v ČR (TV Prima) |
| ------------ | --------- | --- | ------------------------------------- | ------------------- | ------------------------------------------------------------ | ------------------ | ------------------------ |
| 194          | 1         | Ka ʻōwili ʻōka’i Cocoon                                                                                                 | Kokon                                 | Bryan Spicer        | Leonard Freeman a Peter M. Lenkov                            | 28. září 2018      | 2. září 2019             |
| 195          | 2         | Ke Kanaka I Ha'ule Mai Ka Lewa Mai The Man Who Fell From the Sky                                                        | Muž, který spadl z nebe               | Eagle Egilsson      | David Wolkove a Matt Wheeler                                 | 5. října 2018      | 3. září 2019             |
| 196          | 3         | Mimiki Ke Kai, Ahuwale Ka Papa Leho When the Sea Draws Out the Tidal Wave, the Rocks Where the Cowries Hide Are Exposed | Boží mlýny                            | Antonio Negret      | Rob Hanning                                                  | 12. října 2018     | 5. září 2019             |
| 197          | 4         | A'ohe Kio Pohaku Nalo i Ke Alo Pali On the Slope of the Cliff, Not One Jutting Rock Is Hidden from Sight                | Pod svícnem nebývá tma                | Ron Underwood       | Talia Gonzalez a Bisanne Masoud                              | 19. října 2018     | 6. září 2019             |
| 198          | 5         | A'ohe Mea 'Imi A Ka Maka Nothing More the Eyes to Search For                                                            | Vražedný tábor                        | Liz Allen-Rosenbaum | Zoe Robyn a Sean O'Reilly                                    | 26. října 2018     | 7. září 2019             |
| 199          | 6         | Aia I Hi'Ikua; I Hi'Ialo Is Borne on the Back; Is Borne in the Arms                                                     | Udání                                 | Peter Weller        | Rob Hanning a Paul Grellong                                  | 2. listopadu 2018  | 9. září 2019             |
| 200          | 7         | Pua A'e La Ka Uwahi O Ka Moe The Smoke Seen in the Dream Now Rises                                                      | Sen o vraždě                          | Bryan Spicer        | námět: Peter M. Lenkov scénář: David Wolkove a Matt Wheeler  | 9. listopadu 2018  | 11. září 2019            |
| 201          | 8         | Lele pū nā manu like Birds of a Feather...                                                                              | Ptáci s peřím                         | Carlos Bernard      | Chi McBride                                                  | 16. listopadu 2018 | 12. září 2019            |
| 202          | 9         | Mai Ka Po Mai Ka 'oia'i'o Truth Comes From the Night                                                                    | Noc odhalí pravdu                     | Brad Tanenbaum      | Christos Gage a Ruth Fletcher Gage                           | 30. listopadu 2018 | 13. září 2019            |
| 203          | 10        | Pio ke kukui, po'ele ka hale When the Light Goes Out, the House is Dark                                                 | Dávna pomsta                          | Gabriel Beristain   | Paul Grellong                                                | 7. prosince 2018   | 14. září 2019            |
| 204          | 11        | Hala i ke ala o'i'ole mai Gone on the Road from which There Is No Returning                                             | Ztracený na cestě, odkud není návratu | Carl Weathers       | Matt Wheeler a David Wolkove                                 | 4. ledna 2019      | 16. září 2019            |
| 205          | 12        | Ka hauli o ka mea hewa 'ole, he nalowale koke A Bruise Inflicted on an Innocent Person Vanishes Quickly                 | Autonehoda                            | Roderick Davis      | Zoe Robyn                                                    | 11. ledna 2019     | 17. září 2019            |
| 206          | 13        | Ke iho mai nei ko luna Those Above are Descending                                                                       | Smrtící výzkum                        | Karen Gaviola       | námět: Johnny Richardson scénář: Rob Hanning a Sean O’Reilly | 18. ledna 2019     | 19. září 2019            |
| 207          | 14        | Ikiiki i ka la o Keawalua Depressed with the Heat of Kealwalua                                                          | Bílá smrt                             | Peter Weller        | Paul Grellong                                                | 1. února 2019      | 19. září 2019            |
| 208          | 15        | Ho'Opio 'Ia E Ka Noho Ali'I A Ka Ua Made Prisoner by the Reign of the Rain                                              | Vězeň v dešti                         | Karen Gaviola       | Rob Hanning                                                  | 15. února 2019     | 21. září 2019            |
| 209          | 16        | Hapai ke kuko, hanau ka hewa When Covetousness is Conceived, Sin is Born                                                | Smrt mořské panny                     | Jerry Levine        | Talia Gonzalez a Bisanne Masoud                              | 22. února 2019     | 23. září 2019            |
| 210          | 17        | E'ao lu'au a kualima Offer Young Taro Leaves to                                                                         | Závan minulosti                       | Alex O'Loughlin     | David Wolkove a Matt Wheeler                                 | 22. února 2019     | 24. září 2019            |
| 211          | 18        | Ai no i ka 'ape he mane'o no ko ka nuku He who eats 'ape is bound to have his mouth itch                                | Doktor smrt                           | Eagle Egilsson      | Matt Wheeler a David Wolkove                                 | 8. března 2019     | 26. září 2019            |
| 212          | 19        | Pupuhi ka he’e o kai uli The octopus of the deep spews its ink                                                          | Sila barev                            | Maja Vrvilo         | Christos Gage a Ruth Fletcher Gage                           | 15. března 2019    | 27. září 2019            |
| 213          | 20        | Ke ala o ka pu Way of the Gun                                                                                           | Pořádná zbraň                         | David Straiton      | Paul Grellong                                                | 5. dubna 2019      | 27. září 2019            |
| 214          | 21        | He kama na ka pueo Offspring of an Owl                                                                                  | Kukaččí mládě                         | Jerry Levine        | David Wolkove a Matt Wheeler                                 | 12. dubna 2019     | 30. září 2019            |
| 215          | 22        | O ke kumu, o ka mana, ho'opuka 'ia The teacher, the pupil-let it come forth                                             | Operace srdce                         | Brad Turner         | Rob Hanning a Ashley Dizon                                   | 26. dubna 2019     | 2. října 2019            |
| 216          | 23        | Ho'okahi no la o ka malihini A stranger only for a day                                                                  | Cizincem na jediný den                | Gabriel Beristain   | Zoe Robyn                                                    | 3. května 2019     | 3. října 2019            |
| 217          | 24        | Hewa ka lima The hand is at fault                                                                                       | Vražedná hra                          | Peter Weller        | Paul Grellong a Sean O'Reilly                                | 10. května 2019    | 3. října 2019            |
| 218          | 25        | Hana Mao 'ole ka ua o Waianae Endlessly Pours the Rain of Waianae                                                       | Tajná zbraň                           | Eagle Egilsson      | Matt Wheeler a David Wolkove                                 | 17. května 2019    | 4. října 2019            |

### Desátá řada (2019–2020)
| Č. v seriálu | Č. v řadě | Původní název | Český název                   | Režie            | Scénář                                                      | Premiéra v USA     | Premiéra v ČR (Prima Krimi) |
| ------------ | --------- | --- | ----------------------------- | ---------------- | ----------------------------------------------------------- | ------------------ | --------------------------- |
| 219          | 1         | Ua 'eha ka 'ili i ka maka o ka ihe The Skin Has Been Hurt by the Point of the Spear                                              | Zásah oštěpem                 | Duane Clark      | námět: Peter M. Lenkov scénář: David Wolkove a Matt Wheeler | 27. září 2019      | 9. srpna 2021               |
| 220          | 2         | Kuipeia e ka makani apaa Knocked Flat by the Wind; Sudden Disaster                                                               | Nečekaná katastrofa           | Karen Gaviola    | Talia Gonzalez a Bisanne Masoud                             | 4. října 2019      | 10. srpna 2021              |
| 221          | 3         | E uhi ana ka wa I hala I na mea I hala Passing Time Obscures the Past                                                            | Mrtvý potápěč                 | Brad Turner      | Matt Wheeler a David Wolkove                                | 11. října 2019     | 11. srpna 2021              |
| 222          | 4         | Ukuli'i ka pua, onaona i ka mau'u Tiny Is the Flower, Yet It Scents The Grasses Around It                                        | Dominový efekt                | Peter Weller     | Zoe Robyn                                                   | 18. října 2019     | 12. srpna 2021              |
| 223          | 5         | He ‘oi‘o kuhihewa; he kaka ola i ‘ike ‘ia e ka makaula Don’t Blame Ghosts and Spirits For One’s Troubles; A Human Is Responsible | Halloweenský masakr           | Yangzom Brauen   | Rob Hanning a Zoe Robyn                                     | 25. října 2019     | 13. srpna 2021              |
| 224          | 6         | A'ohe pau ka 'ike i ka halau ho'okahi All knowledge is not learned in just one school                                            | Neviditelný řidič             | Karen Gaviola    | Duppy Demetrius                                             | 1. listopadu 2019  | 16. srpna 2021              |
| 225          | 7         | Ka 'i'o DNA | DNA (Ka 'i'o)                 | Alex O'Loughlin  | Alex O'Loughlin                                             | 8. listopadu 2019  | 17. srpna 2021              |
| 226          | 8         | Ne'e aku, ne'e mai ke one o Punahoa That way and this way shifts the sand of Punahoa                                             | Přespříliš úzkostlivý pacient | Carlos Bernard   | Chi McBride a Matt Wheeler                                  | 15. listopadu 2019 | 18. srpna 2021              |
| 227          | 9         | Ka la'au kumu 'ole o Kahilikolo The trunkless tree of Kahilikolo                                                                 | Ukradený strom                | Ron Underwood    | Paul Grellong a Noah Evslin                                 | 22. listopadu 2019 | 19. srpna 2021              |
| 228          | 10        | O 'oe, a 'owau, nalo ia mea You and me; it is hidden                                                                             | Ty a já máme tajemství        | Kristin Windell  | Paul Grellong a Rob Hanning                                 | 6. prosince 2019   | 20. srpna 2021              |
| 229          | 11        | Ka i ka 'ino, no ka 'ino To return evil for evil                                                                                 | Zlo oplatím zlem              | Karen Gaviola    | Kendall Sherwood                                            | 13. prosince 2019  | 23. srpna 2021              |
| 230          | 12        | Ihea 'oe i ka wa a ka ua e loku ana? Where were you when the rain was pouring?                                                   | Dvojití agenti                | Katie Boyum      | námět: Peter M. Lenkov                                      | 3. ledna 2020      | 24. srpna 2021              |
| 231          | 13        | Loa'a pono ka 'iole i ka punana The rat was caught right in the nest                                                             | Krysa lapená v hnízdě         | Antonio Negret   | Kendall Sherwood a Chris Wu                                 | 10. ledna 2020     | 25. srpna 2021              |
| 232          | 14        | I ho'olulu, ho'ohulei 'ia e ka makani There was a lull, and then the wind began to blow about                                    | Boj s časem                   | Peter Weller     | námět: Peter M. Lenkov scénář: Paul Grellong                | 31. ledna 2020     | 26. srpna 2021              |
| 233          | 15        | He waha kou o ka he'e Yours is the mouth of an octopus                                                                           | Chapadla chobotnice           | Ian Anthony Dale | Matt Wheeler a Chi McBride                                  | 7. února 2020      | 27. srpna 2021              |
| 234          | 16        | He kauwa ke kanaka na ke aloha Man is a slave of love                                                                            | Dobrovolné přiznání           | Jerry Levine     | Rob Hanning                                                 | 14. února 2020     | 30. srpna 2021              |
| 235          | 17        | He kohu puahiohio i ka ho'olele i ka lepo i luna Like a whirlwind, whirling the dust upward                                      | Vražda na křižovatce          | Karen Gaviola    | Paul Grellong a Matt Wheeler                                | 21. února 2020     | 31. srpna 2021              |
| 236          | 18        | Nalowale i ke 'ehu o he kai Lost in the sea sprays                                                                               | Ztraceni v příboji            | Tate Donovan     | námět: Zoe Robyn scénář: Talia Gonzalez a Bisanne Masoud    | 28. února 2020     | 1. září 2021                |
| 237          | 19        | E ho'i na keiki oki uaua o na pali Home go the very tough lads of the hills                                                      | Drsňáci z hor                 | Geoff Shotz      | Noah Evslin a Rob Hanning                                   | 6. března 2020     | 2. září 2021                |
| 238          | 20        | He puhe'e miki A gripping cuttlefish                                                                                             | Ve spárech sépie              | Andi Armaganian  | Kendall Sherwood a Chris Wu                                 | 13. března 2020    | 3. září 2021                |
| 239          | 21        | A ʻohe ia e loaʻa aku, he ulua kapapa no ka moana He cannot be caught for he is an ulua fish of the deep ocean                   | Jako ryba v oceánu            | Roderick Davis   | Peter M. Lenkov a David Wolkove                             | 27. března 2020    | 6. září 2021                |
| 240          | 22        | Aloha Goodbye | Aloha                         | Duane Clark      | námět: Peter M. Lenkov scénář: David Wolkove a Matt Wheeler | 3. dubna 2020      | 7. září 2021                |